# Calliteara inhonorata
Calliteara inhonorata är en fjärilsart som beskrevs av Hpffr. 1874. Calliteara inhonorata ingår i släktet harfotsspinnare, och familjen tofsspinnare. Inga underarter finns listade i Catalogue of Life.